# Corrinea spicula
Corrinea spicula är en skalbaggsart som beskrevs av Wooldridge 1980. Corrinea spicula ingår i släktet Corrinea och familjen lerstrandbaggar. Inga underarter finns listade i Catalogue of Life.